# Rana tsushimensis
Rana tsushimensis (japanisch ツシマアカガエル Tsushima-Akagaeru) ist eine Froschart aus der Gattung der Echten Frösche, die endemisch auf der in der Koreastraße liegenden japanischen Insel Tsushima verbreitet ist.

## Beschreibung
Die Frösche haben eine Kopf-Rumpf-Länge von 3,7 bis 4,4 cm bei Weibchen und 3,1 bis 3,7 cm bei Männchen. Die Kaulquappen erreichen eine Gesamtlänge von 4,5 cm. Sie weisen in der Regel beidseitig einen dunklen Fleck auf. Die Froschlurche haben einen schlanken Körperbau und eine gräulich braune bis rötlich hellbraune Grundfarbe mit einem dunklen Streifen, der am Kopf von den Nasenlöchern über die Augen bis zum Ansatz der Vorderbeine verläuft. Auf der Oberlippe verläuft zudem ein weißer Streifen von unterhalb der Nasenlöcher bis ebenfalls zum Beinansatz. Auf den Hinterbeinen befinden sich zebraartige, dunklere Streifen und nur undeutliche Flecken auf dem Rücken. Die Füße haben mäßig ausgeprägte Schwimmhäute. Es sind zwei bis sechs ovale Vomerinzähne vorhanden. Die Art hat eine dorsolaterale (seitlich am Rücken liegende) Falte, die über dem Tympanum (Trommelfell) einen Knick nach oben aufweist. Das kreisförmige Tympanum hat einen etwa halb so großen Durchmesser wie das Auge. Die Männchen haben keine Schallblasen. Kleine Tuberkel auf dem Rücken sind bei den Männchen stärker ausgeprägt und spitzer. Die am ähnlichsten aussehende Froschart ist Nidirana okinavana, die jedoch nicht auf Tsushima vorkommt. Eine sympatrische Art ist dagegen Dybowskis Frosch (Rana dybowskii). Dieser ist größer und weist ein größeres Trommelfell auf. Zudem fehlt ihm der weiße Streifen auf der Oberlippe. Auch die Paarungsrufe der Arten unterscheiden sich. Es kommt daher scheinbar nicht zu Hybriden.
Der Karyotyp hat 2n=26 Chromosomen, mit fünf langen und acht kurzen Chromosomenpaaren.

## Lebensweise
Die Frösche leben in Feuchtgebieten im Tiefland und auf bewaldeten Hügeln, insbesondere entlang von Bächen. Die Paarungszeit geht von Januar bis April. Der Paarungsruf der Männchen wird als dem hohen Zwitschern eines Singvogels ähnlich beschrieben. Die Männchen sind auch in der Lage unter Wasser zu rufen. Als Laichplätze werden Stillgewässer wie Reisfelder, Teiche, Regenpfützen und Gräben aufgesucht. Die Laichballen enthalten etwa 400 bis 500 Eier. Diese haben einen Durchmesser von 1,7 bis 2,3 mm.

## Status
Die IUCN und die nationale Rote Liste gefährdeter Arten Japans stuft die Art als potentiell gefährdet (near threatened) ein. Der Populationstrend ist abnehmend, vermutlich durch den Einfluss von Sikahirschen, die im Lebensraum der Frösche beim Grasen Vegetation zerstören, was zu verstärkter Sonneneinstrahlung und damit Austrocknung führt. Eine mögliche zukünftige Bedrohung stellt zudem die eingeschleppte Froschlurchart Fejervarya kawamurai dar.